# Puto sandini
Puto sandini är en insektsart som beskrevs av Washburn 1965. Puto sandini ingår i släktet Puto och familjen ullsköldlöss. Inga underarter finns listade i Catalogue of Life.